# تصنيف الفيروسات

تصنيف الفيروسات لا يمكن أن يدمج مع تصنيف الكائنات الحية وهذا لأن الفيروسات لا تعتبر كائنات حية لأنها لا تستطيع التكاثر بصفة مستقلة، ما دفع إلى إنشاء تصنيف خاص بها.
هناك نوعان من التصنيف:
- تصنيف بلتيمور : اقترح من قِبَل ديفيد بلتيمور، الحاصل على جائزة نوبل في الطب عام 1975م، وأساس تصنيفه بحسب الحمض النووي للفيروس (DNA أو RNA) وطريقة تعبيره الجيني.[1]
- تصنيف اللجنة الدولية لتصنيف الفيروسات : والتي تستعمل تصنيف مشابه لذلك المستعمل في تصنيف الكائنات الحية، تقسم فيه الفيروسات إلى، ترتيب وعائلة وفصيلة وجنس ونوع.[2]

هذين النوعين من التصنيف ليسا متعارضين ويمكن أن يدمج أحدهما في الآخر، لأن تصنيف اللجنة الدولية لتصنيف الفيروسات يستعمل بعض مواصفات تصنيف بلتيمور.
لا واحد من التصنيفين يعتمد في تصنيفه على الأصل، لأن الفيروسات لا تشترك في أصل واحد.

## عموميات
الأشكال المختلفة من الفيروسات راجعة لأن أحد سلسلتي الدنا أو DNA حيث تقوم جميع الخلايا بتخزين المعلومات الوراثية، ويمكن للفيروسات أن يكون لها دنا من سلسلتين أو من سلسلة واحدة. كما يمكن أن تحتوي على الرنا أو RNA بدل الدنا، يمكن ل RNA الفيروسات أن يشفر بطريقتين مختلفتين : اما ان تكون الجينات مخزنة بطريقة موجبة كما هو الحال في مرسال الرنا في الخلايا، واما ان يكونو مخزنين في الاتجاه المعاكس (قطبية سالبة).
تصنيف الفيروسات مشابه لتصنيف الأجسام الخلوية. في حين قانون التسميات المسير من قبل اللجنة الدولية لتصنيف الفيروسات مختلف عن الأخرى ن في عدة أوجه.بالنسبة للمهم، بانسبة لأسماء الترتيب والعائلات تكتب بشكل مائل، في حين أسماء الأنواع لا تتبع قاعدة الأسماء المزدوجة بل غالبا من الشكل (فيروس) ال (مرض). تعريف الترتيب حديث جدا: حتى يومنا هذا سمّيت ثلاث تراتيب فقط وغالبية العائلات ليست مصنفة. حوالي 80 عائلة و 4000 نوع من الفيروسات معروفة حاليا.